# El Arbi Hababi
El Arbi Hababi (ur. 12 sierpnia 1967) – marokański piłkarz grający na pozycji pomocnika.

## Kariera klubowa
El Arbi Hababi podczas kariery piłkarskiej występował w Olympique Khouribga.

## Kariera reprezentacyjna
W reprezentacji Maroka grał w latach dziewięćdziesiątych. 
W 1993 roku uczestniczył w zakończonych sukcesem eliminacjach do Mistrzostw Świata 1994.
Na Mundialu w USA El Arbi Hababi wystąpił we wszystkich meczach grupowych Maroka z reprezentacją Arabii Saudyjskiej, reprezentacją Holandii i reprezentacją Belgii.
W 1996 i 1997 roku uczestniczył w zakończonych sukcesem eliminacjach do Mistrzostw Świata 1998. Na finały nie został jednak powołany.